# Sumio Matsunaga
Pour les articles homonymes, voir Matsunaga.
 (janvier 2022).
La mise en forme du texte ne suit pas les recommandations de Wikipédia : il faut le « wikifier ».
Les points d'amélioration suivants sont les cas les plus fréquents. Le détail des points à revoir est peut-être précisé sur la page de discussion.
- Les titres sont pré-formatés par le logiciel. Ils ne sont ni en capitales, ni en gras.
- Le texte ne doit pas être écrit en capitales (les noms de famille non plus), ni en gras, ni en italique, ni en « petit »…
- Le gras n'est utilisé que pour surligner le titre de l'article dans l'introduction, une seule fois.
- L'italique est rarement utilisé : mots en langue étrangère, titres d'œuvres, noms de bateaux, etc.
- Les citations ne sont pas en italique mais en corps de texte normal. Elles sont entourées par des guillemets français : « et ».
- Les listes à puces sont à éviter, des paragraphes rédigés étant largement préférés. Les tableaux sont à réserver à la présentation de données structurées (résultats, etc.).
- Les appels de note de bas de page (petits chiffres en exposant, introduits par l'outil «  Source ») sont à placer entre la fin de phrase et le point final[comme ça].
- Les liens internes (vers d'autres articles de Wikipédia) sont à choisir avec parcimonie. Créez des liens vers des articles approfondissant le sujet. Les termes génériques sans rapport avec le sujet sont à éviter, ainsi que les répétitions de liens vers un même terme.
- Les liens externes sont à placer uniquement dans une section « Liens externes », à la fin de l'article. Ces liens sont à choisir avec parcimonie suivant les règles définies. Si un lien sert de source à l'article, son insertion dans le texte est à faire par les notes de bas de page.
- La présentation des références doit suivre les conventions bibliographiques. Il est recommandé d'utiliser les modèles {{Ouvrage}}, {{Chapitre}}, {{Article}}, {{Lien web}} et/ou {{Bibliographie}}. Le mode d'édition visuel peut mettre en forme automatiquement les références.
- Insérer une infobox (cadre d'informations à droite) n'est pas obligatoire pour parachever la mise en page.

Pour une aide détaillée, merci de consulter Aide:Wikification.
Si vous pensez que ces points ont été résolus, vous pouvez retirer ce bandeau et améliorer la mise en forme d'un autre article.
Matsunaga, Sumio (松永澄夫, 4 décembre 1947 -) est un philosophe japonais et professeur émérite à l'université de Tokyo  à partir de juin 2010. Il est spécialisé dans la philosophie française, la théorie linguistique et la philosophie sociale.

## L'histoire
Après avoir obtenu son diplôme du lycée de la préfecture de Kumamoto, il est entré à la faculté des sciences de l'université de Tokyo en 1966, a intégré le département de biochimie en 1968, a été transféré à la faculté des lettres en 1970, a obtenu son diplôme de la faculté des lettres en 1971, a terminé le cours de maîtrise en sciences humaines en 1973 et s'est retiré du cours de doctorat en 1975.
Il a été chargé de cours à plein temps à la faculté des lettres de l'université Kanto Gakuin, professeur associé en 1978, professeur associé à la faculté des arts libéraux de l'université Kyushu en 1979, professeur associé à la faculté des lettres de l'université de Tokyo en 1985, professeur en 1993. En 2008, il a reçu le prix de la culture des éditions Mainichi pour sa coédition de History of Philosophy. Il a pris sa retraite en 2010 pour devenir professeur de philosophie à la faculté des lettres de l'université Rissho. Il a pris sa retraite de l'Université Rissho en 2018.
Il est membre du comité de rédaction de Hito Omoi『ひとおもい』, une revue annuelle de création philosophique. Ses écrits sont parus dans le manuel de lycée "Kokugo Sogo" (japonais complet) publié par Suken Shuppan 数研出版, et ont été utilisés comme questions d'examen d'entrée dans de nombreuses universités, écoles professionnelles, lycées, collèges, et le Centre national des examens d'entrée à l'université au Japon, ainsi que dans des écoles de bachotage et des cours par correspondance.

## Recherche et centre d'intérêt
Son style philosophique vise à créer une carte verbale des chemins de base de toutes les affaires humaines. À cette fin, il considère la question de l'identité de l'être humain en tant qu'organisme vivant et animal, en tant que membre de la nature, en prêtant attention à l'ordre dans lequel le monde perceptuel, le monde du sens et les différents ordres de la société sont établis et dans quelle relation ils sont les uns par rapport aux autres. J'ai essayé de me libérer des concepts et du langage de la philosophie traditionnelle, et d'utiliser le langage courant pour décrire chaque mot avec un contenu nouveau et approprié.

## Œuvres

### Livres de la philosophie
- Une variété d'imaginations: Ouvrir le monde de significations『想像のさまざま　意味世界を開く』, Toshindo, 2022.  (ISBN 4798917214).
- Qu'est-ce que le manger? : essai philosophique, édition élargie『食を料理する 哲学的考察』増補版, Toshindo, 2020.  (ISBN 4798916331).
- L'émotion et le monde du sens『感情と意味世界』, Toshindo, 2016.  (ISBN 4798913707).
- Le pouvoir des mots『言葉の力』, Toshindo, 2015.  (ISBN 488713617X).
- Éléments d'expérience Sensation corporelle et perception physique /qualité et régulation spatiale『経験のエレメント　体の感覚と物象の知覚・質と空間規定』Toshindo, 2015.  (ISBN 4798913197).
- Valeur, sens, commande une autre introduction à la philosophie - Ce que la philosophie devrait penser『価値・意味・秩序　もう一つの哲学概論・哲学が考えるべきこと』Toshindo, 2014.  (ISBN 479891195X).
- Mélanges d'histoire de la philosophie Ⅰ-Ⅱ 『哲学史を読む Ⅰ-Ⅱ』 Toshindo, 2008.  (ISBN 4887138350)  (ISBN 4887138369).
- Expérience sonore Comment les mots sont possibles (Expérience sonore / Pouvoir des mots, partie 2) 『音の経験 言葉はどのようにして可能となるのか（音の経験・言葉の力 第2部）』Toshindo, 2006.  (ISBN 4887137184).
- Le pouvoir des mots (expérience sonore / pouvoir des mots, partie 1) 『言葉の力（音の経験・言葉の力 第1部）』Toshindo, 2005.  (ISBN 488713617X).
- Qu'est-ce que le manger? : essai philosophique『食を料理する 哲学的考察』 Toshindo 東信堂, 2003.  (ISBN 4887135343).
- Le moi quotidien: perception et compréhension『知覚する私・理解する私』 Keiso Shobo 勁草書房, 1993.  (ISBN 4326152826).

### Livres littéraires et illustrés pour enfants
- Une pièce sur la perte de votre mère『戯曲　母をなくして』, Toshindo, 2021.  (ISBN 4798916978).
- Une jeunesse『或る青春』Toshindo, 2020.  (ISBN 4798916641).
- Fers à cheval de la fortune - L'âge - 『幸運の蹄鉄－時代ー』Toshindo, 2019.  (ISBN 4798915874).
- Le grand chahut de poule Koo-chan『めんどりクウちゃんの大そうどう』, Bungeisha 文芸社, 2019.  (ISBN 4286204472).
- Deux saisons『二つの季節』 Shumpusha 春風社, 2018.  (ISBN 486110601X).
- Natsu: Pensées du vent 『風の想い－奈津－』Shumpusha, 2013.  (ISBN 4861103789).

### Édités et écrits
- ≪ Pour philosopher ― objections et contre-objections à M. Sumio Matsunaga≫『哲学することー松永澄夫への異議と答弁』Chuokoron-Shinsha, 2017.  (ISBN 4120050289).
- ≪La joie et la douleur des mots≫『言葉の歓び・哀しみ』Toshindo, 2011.  (ISBN 479890046X).
- ≪Les mots font-ils bouger la société?≫『言葉は社会を動かすか』Toshindo, 2010.  (ISBN 4887139535).
- ≪Invitation à la philosophie - À la recherche d'une nouvelle forme≫ (5 volumes, co-édité, Volume I, Position de la philosophie, Volume II, Comportement de la philosophie, Volume III, Philosophie dans la société, Volume IV, Cadre pour l'expérience mondiale, Volume V, Soi) 『哲学への誘い―新しい形を求めて』（全5巻 共編著 第I巻 哲学の立ち位置 第II巻 哲学の振る舞い 第III巻 社会の中の哲学 第IV巻 世界経験の枠組み 第V巻 自己） Toshindo, 2010.  (ISBN 4798900192, 4798900206, 4798900214, 4798900222 et 4798900230).
- ≪Endroit où les mots travaillent≫『言葉の働く場所』Toshindo, 2008.  (ISBN 4887138733).
- ≪Histoire de la philosophie Vol. 6 (XVIIIe siècle) Connaissance, expérience et illumination envers les sciences humaines≫『哲学の歴史 第6巻(18世紀) 知識・経験・啓蒙 人間の科学に向かって』 (édition responsable) Chuokoron-Shinsha中央公論新社, 2007.  (ISBN 4124035233).
- ≪Environnement: Culture et politique≫『環境 文化と政策』Toshindo, 2008.  (ISBN 488713827X).
- ≪Environnement: Philosophie de la conception≫ 『環境 設計の思想』Toshindo, 2007.  (ISBN 4887137427).
- ≪Environnement: La valeur de la sécurité est...≫ 『環境 安全という価値は･･･』Toshindo, 2005.  (ISBN 4887136390).
- ≪Dictionnaire de la philosophie et de la pensée françaises≫『フランス哲学・思想辞典』Kobundo 弘文堂, 1999.  (ISBN 4335150431).
- ≪Quand on dit 《 moi 》≫ 『私というものの成立』Keiso Shobo, 1994.  (ISBN 4326152974).
- Le réveil de la philosophie「哲学の覚醒」, ≪Le vingtième siècle en tant que culture≫『文化としての二〇世紀』Presse de l'Université de Tokyo 東京大学出版会, 1997. 63-100.  (ISBN 4130030949).
- La vie se reflète dans l'idée de la mort「死の観念に映された生の姿」, ≪La mort≫『死』 Iwanami Shoten 岩波書店, 1991. 255-328.  (ISBN 9784000040914).
- La philosophie continentale「大陸系哲学」, ≪Manuel d'histoire de la philosophie occidentale≫『テキストブック西洋哲学史』Yuhikaku 有斐閣, 1984. 125-152.  (ISBN 4641084483).
- Les aspects de l'action dans la perspective des liens de causalité「因果連関からみた行為の諸側面」, ≪La structure de l'action≫『行為の構造』Keiso Shobo, 1983. 98-118.  (ISBN 4326100583).